# Saint-Hilaire-des-Loges
Saint-Hilaire-des-Loges è un comune francese di 1 939 abitanti situato nel dipartimento della Vandea, nella regione dei Paesi della Loira.

## Società

### Evoluzione demografica
Abitanti censiti